# 福井準造

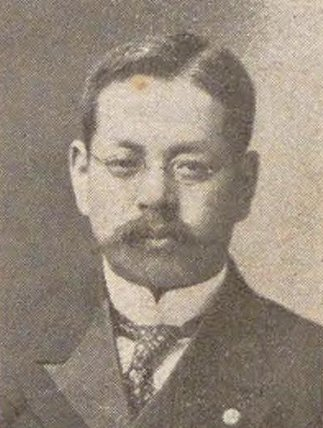
福井準造

福井 準造（ふくい じゅんぞう、明治4年9月21日（1871年11月3日） - 昭和12年（1937年）12月10日）は、日本の衆議院議員（立憲政友会）。準三と表記される場合がある。

## 経歴
相模国大住郡小嶺村（現在の神奈川県平塚市）の代々里正・組頭を務めた家で、福井直吉の長男として生まれる。1891年（明治24年）、慶應義塾を卒業。社会問題に関心を持ち、神奈川県農会副会長を務めるかたわら、農商務省の嘱託として神奈川県の工場・職工の調査にあたった。自らは社会主義者ではなかったが、1899年（明治32年）に著した『近世社会主義』は日本で社会主義を解説した最初期の文献である。また、郭沫若は、同書が1913年に中国語に翻訳され、これが中国へのマルクス・エンゲルス思想の初めての紹介になったと述べている。
1908年（明治41年）、第10回衆議院議員総選挙に出馬し、当選。さらに1912年（大正元年）にも補欠当選を果たした。その間、松田正久司法大臣の秘書官を務めた。
その後は小林毛皮貿易株式会社取締役、東京米穀商品取引所常務理事、日本輪工株式会社監査役、日本倉庫株式会社取締役などを務めた。

## 著書
- 『近世社会主義』（1899年、有斐閣）

## 親族
- 福井直吉 - 父。衆議院議員。神奈川県農工銀行頭取。
- 中村克昌 - 妻の父。衆議院議員。
- 内山安兵衛 - 妹の夫。衆議院議員。